# Moving Art Studio
Moving Art Studio est une association sans but lucratif fondée par un groupe d'artistes en janvier 1994 à Bruxelles, Belgique. Son objectif est de favoriser les arts plastiques par la mise à disposition d'ateliers d'artistes, l'organisation d'expositions, de rencontres et de conférences. Au début, l'association squattait des immeubles abandonnés. Depuis les années 2000, Moving Art Studio poursuit le principe de la mise à disposition d'espaces en l'appliquant au virtuel avec la création d'un réseau d'hébergement Internet indépendant appelé all2all.
Par son action, Moving Art Studio a élargi le concept de squat de manière originale et a été précurseur dans le domaine de l'art en ligne.

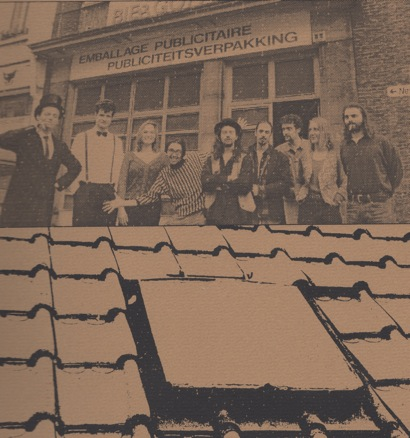
PROJET BIRGO 1993

## Historique
L'association sans but lucratif Moving Art Studio a été fondée au milieu des années 1990 par un groupe d'artistes composé de Vincent Matyn, Jens-Ingo Brodesser, Christoph Draeger, Frédéric Jadoul et David Deboudt. Après une première expérience de squat, le groupe étendra et systématisera son action en squattant des immeubles abandonnés par les propriétaires pour y installer des ateliers d'artistes et des salles d'expositions. Contrairement aux squats d'immeubles des années 1970 et 80, les occupations de Moving Art Studio n'étaient pas motivées par des revendications politiques ou le droit au logement. Le principe des occupations était pragmatique et souvent en accord avec les propriétaires qui obtenaient un avantage par la nouvelle affectation de leurs immeubles laissés à l'abandon : entretien, gardiennage, conservation de la substance, pas de taxe sur les immeubles abandonnés à payer, paiement du précompte immobilier par l'association. Les membres de l'association appelaient cette forme d'occupation « squat intelligent »,,.
Au début des années 1990, la situation sur le marché immobilier à Bruxelles était caractérisée par une forte spéculation. Anticipant le développement de la capitale européenne, des investisseurs rachetaient de nombreux bâtiments mais les laissaient inoccupés. Pour décrire ce phénomène urbain, le terme bruxellisation est aussi utilisé. Dans ce contexte, Moving Art Studio proposa de négocier avec certains propriétaires l'occupation de leurs immeubles pour y installer des ateliers d'artistes et pour y organiser des expositions d'art contemporain. Souvent les propriétaires étaient favorables à cet échange parce que les communes de Bruxelles appliquaient la taxe sur les immeubles abandonnés calculée par mètre de façade pour contrer la spéculation sauvage. Les contrats signés entre Moving Art Studio et les propriétaires étaient basés sur une occupation précaire d'une durée indeterminée avec un préavis allant de 3 à 6 mois. Lorsque le propriétaire réclamait son immeuble, Moving Art Studio libérait les espaces et le propriétaire pouvait à nouveau disposer de son bien. Ainsi l'association a occupé temporairement une série de bâtiments :
- de 1993 à 1995 : première occupation d'une ancienne usine d'emballage, au 140 chaussée de Haecht à 1030 Bruxelles (Schaerbeek), le « Projet Birgo » abritait 8 ateliers d'artistes[6]
- de 1994 à 1999 : deuxième occupation dans une maison de maître construite par l'architecte Adrien Blomme, au 48 rue Saint-Bernard à 1060 Bruxelles (Saint-Gilles), le « Projet rue St-Bernard » contenait une quinzaine d'ateliers d'artistes[6],[7]
- de 1996 à 2003 : troisième occupation dans les anciens grands magasins Merchi-Pède, aussi connu sous le nom de Palais du vin, au 52-56 rue des Tanneurs à 1000 Bruxelles, au centre-ville de Bruxelles. C'était le bâtiment le plus vaste que l'association ait occupé avec environ 6 500 m2 de surface[3], une trentaine d'ateliers d'artistes et 2 salles d'expositions[8]
- de 1999 à 2003 : quatrième et dernière occupation sous forme de contrat précaire dans une ancienne école, au 4 rue Darimon à 1080 Bruxelles (Molenbeek-Saint-Jean), mise en place de 8 ateliers d'artistes, ex. Fréon
- depuis 2003, l'association a acquis un immeuble industriel, au 51 rue de l'Instruction à 1070 Bruxelles (Anderlecht), dans cet immeuble sont actuellement installés 6 ateliers

L'occupation de ces immeubles nécessitait des adaptations : compartimentage en ateliers individuels, réparation et extension des conduites d'eau, du système électrique et parfois du chauffage. Les espaces libres étaient, et sont toujours, proposés à des artistes ou à d'autres associations à la recherche d'un atelier. Le loyer à prix coûtant, appelé participation aux frais, assure le bon fonctionnement de l'immeuble en termes d'approvisionnement en électricité, eau, chauffage, de rénovation et d'entretien. Tous les travaux de réaffectation sont effectués par l'ensemble des occupants. Le plus souvent, les expositions organisées sont collectives, basées sur le principe de l'« open studio » (atelier ouvert au public).

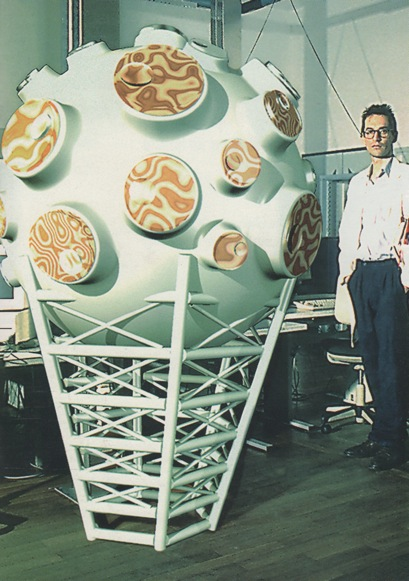
Couverture du catalogue d'exposition Markus Käch et Els Opsomer, octobre 1996

## Expositions et conférences
- 1993 : Open Studio au Projet Birgo et exposition de Sabine De Coninck et de Marco Jakse et Igor Bravnicar, tous les deux proches du mouvement Neue Slowenische Kunst[1]
- 1995 : Open Studio et exposition de Sabine De Coninck, Mari Reijnders, Thomas Gunzburger et Larry Passey[2],[9]
- 1996 : Open Studio et exposition de Monika et Bernard Hubot et Bessie Nager[1]
- 1996 : exposition de groupe « Épreuves du désir » organisée par l'Observatoire Galerie sur invitation de Moving Art Studio[10],[11]
- 1996 : exposition « Zendamateurs/Institut für mediale Krankheiten » avec Els Opsomer et Markus Käch[12],[13],[14],[15]
- 1997 : exposition-screening de vidéos « Not enough TV » avec entre autres Peter Fischli et David Weiss Der Lauf der Dinge et Frank et Koen Theys Valkyrie[16]
- 1997 : Open Studio
- 1998 : conférence « New Forms for Financial Exchange » par Jean-Joseph Goux, Jean-Pierre Buyle, Andreas Bogk et Stuart Rosenberg ; exposition de Delphine Doukhan et Meshac Gaba[17],[18]
- 2000 : atelier « Linux Multimedia Workshop » et « Linux Networking Party » organisés dans le cadre de Bruxelles 2000[19]
- 2000 : Open Studio, « Lieux communs » ateliers dans les anciens grands magasins Merchi-Pède
- 2001 : Open Studio, « Lieux communs » ateliers dans les anciens grands magasins Merchi-Pède[8]

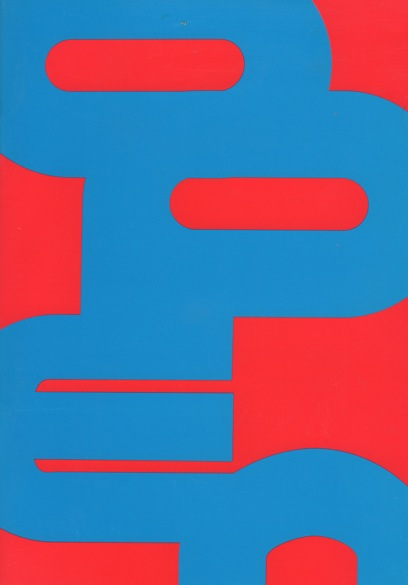
Couverture du catalogue d'exposition Open Studio, juin 1997

## Projet Internet, réseau indépendant all2all
Vers le milieu des années 1990, Moving Art Studio s'est de plus en plus tourné vers les arts électroniques avec, notamment, des expositions-conférences sur l'argent électronique, « New Forms for Financial Exchange », et la cryptographie à clef publique,. Le réseau all2all a été créé fin novembre 1999 pour offrir une infrastructure d'hébergement Internet indépendante. Afin d'aider à sa mise en place, all2all a reçu le soutien de l'événement culturel Bruxelles 2000 - capitale européenne de la culture sous la forme d'une subvention pour développer le projet. À la suite des diverses expériences artistiques menées sur Internet et des premiers contacts avec GNU/Linux, Moving Art Studio a construit le réseau all2all en employant des logiciels libres et open source.

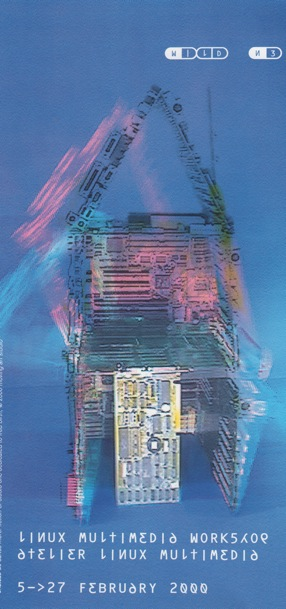
Carton d'invitation du Linux Multimedia Workshop, février 2000

## Radiophonique
- 1994 - l'émission "Les chemins de Bruxelles" (Radio : Bruxelles Capital) visite la maison rue St Bernard (avec interview à chaque étage) (ou sur youtube)
- Moving Art Radio, une enquête sur la culture électronique en 12 x 56 minutes au format mp3
- Moving Art Studio sur Radio Campus Interview avec Richard Stallmann FSF discussion à propos des brevets logiciel
- Emission sur Radio Panik sur Open Source et Linux Workshop

## Filmographie
- Linux Multimedia Workshop, petit documentaire de Bénédicte Beauloye, 2000, 8.56 min
- The Story of Moving Art Studio, Open House - Open Source, montage animé de David Deboudt, 2010, 7.23 min